# T003
T003（ティー ぜろぜろさん）は、東芝および東芝モバイルコミュニケーション社（現・FCNT）によって開発された、auブランドを展開するKDDIおよび沖縄セルラー電話のCDMA 1X WIN対応音声用端末である。製造型番はTS003（ティーエス ぜろぜろさん）。

## 概要
T002の後継機種にあたる機種で今回はBluetoothが搭載された代わりにグローバルパスポートGSMとカメラの撮影用ライト（モバイルライト兼用）、サブ画面（時計表示機能）、ペア機能等の各機能がそれぞれ省略されている。また、IPX5/IPX7等級の防水機能を有する折りたたみ式携帯電話としては世界最薄を誇る。
なお、富士通東芝モバイルコミュニケーションズ名義を含む同社製のスマートフォンを含む音声通話用端末としてはこの機種より海外生産が用いられる事となった。

## 歴史
- 2009年10月19日 - KDDI、および東芝より公式発表。
- 2009年11月6日 - 関西地区にて先行発売。
- 2009年11月7日 - 関東・中部・九州・沖縄地区にて発売。
- 2009年11月20日 - 北海道・四国地区にて発売。
- 2009年11月21日 - 上記以外の地区にて発売。
- 2010年6月 - 販売終了。
- 2012年7月22日 - L800MHz（旧800MHz帯・CDMA Banclass 3）帯エリアによる音声・通信サービスの停波によりそれ以降はN800MHz（新800MHz帯・CDMA Bandclass 0 Subclass 2）帯エリアおよび2GHz（CDMA Bandclass 6）帯エリアの各音声・通信サービスで利用する事となる。
- 2022年3月31日 - CDMA 1X WIN（au 3G）サービスの終了・停波により利用不可。

## 主な機能・サービス
- 電子辞書
- カチャブル
- フェイク着信

| 主な機能・対応サービス                                                                  | 主な機能・対応サービス                                           | 主な機能・対応サービス                                                           | 主な機能・対応サービス                                        |
| --------------------------------------------------------------------------------------- | ---------------------------------------------------------------- | -------------------------------------------------------------------------------- | ------------------------------------------------------------- |
| LISMO! (着うたフル) (着うたフルプラス) (LISMOビデオクリップ) (LISMO Video) (LISMO Book) | EZケータイアレンジ                                               | バーコードリーダー&メーカー                                                      | PCサイトビューアー                                            |
| au BOX                                                                                  | ワイヤレスミュージック (カーナビ×LISMO!対応)                     | au Smart Sports Run & Walk Karada Manager ゴルフ フイットネス カロリーカウンター | EZナビウォーク                                                |
| EZ助手席ナビ                                                                            | 安心ナビ                                                         | 災害時ナビ                                                                       | ナカチェン                                                    |
| EZアプリ FullGame! Bluetooth対戦                                                        | EZアプリ(BREW)                                                   | オープンアプリプレイヤー                                                         | PCドキュメントビューアー                                      |
| アレンジメニュー                                                                        | au oneガジェット マルチプレイウィンドウ クイックアクセスメニュー | じぶん銀行アプリ                                                                 | EZ・FM                                                        |
| EZチャンネル EZチャンネルプラス EZニュースフラッシュ EZニュースEX                       | Touch Message                                                    | EZFeliCa                                                                         | ケータイ de PCメール au oneメール                             |
| デコレーションメール                                                                    | デコレーションアニメ                                             | 緊急地震速報                                                                     | 緊急通報位置通知                                              |
| EZテレビ（ワンセグ）                                                                    | グローバルパスポート (CDMA)                                      | 赤外線通信 (IrDA)                                                                | Bluetooth auフェムトセル (別途、ケータイアップデートにて対応) |

## 不具合および新機能の追加
2010年6月24日に以下の新機能の追加がケータイアップデートにより行われた。
- 宅内用小型基地局「auフェムトセル」に対応した。

## 注
1. ↑  最厚部は約14.9mm
2. ↑  Class2以上を推奨
3. ↑  2010年2月現在の時点において。
4. ↑  ただし2011年7月発売のT007の最初期製造分まで。
5. ↑  Bluetoothに対応した2009年モデル以降の一部のトヨタ純正カーナビ（2009年モデルでの例・NHZA-W59G、NSDT-W59）が必要。
6. ↑  ただし2画面同時表示には非対応。
7. ↑  
ケータイアップデートのお知らせKDDI 2010年6月24日